# Scala (programovací jazyk)
Scala je multiparadigmatický programovací jazyk navržený tak, aby integroval rysy objektově orientovaného a funkcionálního programování. Jméno Scala vzniklo z anglického „scalable language“ – škálovatelný jazyk, protože je navržen tak, aby rostl s nároky jeho uživatelů. V italštině slovo „scala“ znamená schody, což by v tomto kontextu také mohlo mít význam.

## Historie
Autorem Scaly je Martin Odersky z École Polytechnique Fédérale de Lausanne (EPFL) ve Švýcarsku, který již před tím pracoval na Javě: byl spoluautorem překladače javac a rozšíření (superset) Generic Java.
Vývoj Scaly začal v roce 2001. První verze pro platformu Java vyšla na konci 2003/začátku 2004, pak za půl roku v červnu 2004 uviděla svět první verze pro platformu .NET

## Platformy a licence
Scala byla navržena tak, aby snadno pracovala na moderních virtuálních strojích, hlavně na virtuálním stroji Java (JVM). Hlavní překladač scaly (scalac) generuje Java class soubory spustitelné na JVM. Z pohledu virtuálního stroje jsou class soubory vygenerované ze zdrojových kódů Javy a Scaly principiálně stejné, lze je však obvykle odlišit podle použité standardní knihovny, fingerprintingu nebo informací pro debugger.
Existuje alternativní implementace Scala pro platformu .NET, avšak tato alternativa se vyvíjí relativně pomalu.
Scala má stejný kompilační model jako Java a C# (oddělená kompilace, dynamické nahrávání tříd), takže může Scala kód využívat Java knihovny (resp. .NET knihovny v alternativní implementaci).
Softwarová distribuce Scala obsahuje překladač a knihovny. Je uvolňována pod BSD licencí.

## Zvláštnosti syntaxe
Scala je navržena tak, aby byla zpětně kompatibilní s Javou, ale nejde o rozšíření Javy. Scala je zcela nový programovací jazyk, který se nesnaží za každou cenu navázat na Javu, Lisp, Smalltalk či jiný velký vzor. Zkušený programátor nicméně určitě v syntaxi Scaly najde prvky známé z jiných programovacích jazyků. Na druhé straně však Scala předkládá nové jazykové konstrukce, které nejsou v předchozích jazycích obsaženy.
Nejprve si ukážeme, jak deklarovat ve Scale proměnné a funkce, protože bez použití těchto konstrukcí není možné uvést žádný příklad. Deklarace proměnné vypadá následovně:
```
var
 
název_proměnné
[:
datový_typ
][
 
=
 
počáteční_hodnota
]

```

Pokud chceme, abychom proměnnou nemohli měnit, stačí místo var použít klíčové slovo def. Jde o obdobu klíčového slova final z Javy.
Deklarace funkce (metody) má tvar:
```
def
 
název_funkce
 
[(
seznam_parametrů
)][:
typ_návratové_hodnoty
]
 
=
 
tělo_funkce

```

Poznámka: hranaté závorky při popisu pravidel zápisu konstrukce jazyka znamenají, že jejich obsah je volitelný (je možné ho vynechat).
Jednou z užitečných a důležitých vlastností Scaly je její stručnost. Scala má stručnost dynamických jazyků jako Ruby nebo Python, ale je staticky typovaná jako Java nebo Pascal.
Je to možné díky tomu, že Scala má velmi dobrý překladač, který se stará o celou řadu věcí. Dělá spoustu optimalizací, konverzí apod., čímž šetří programátorovi čas a umožňuje psát kratší kód.
Například, většinou není nutné uvádět typ definované konstanty nebo proměnné. Místo
```
var
 
msg
:
 
String
 
=
 
"Hello, world!"
;

```

lze napsat
```
var
 
msg
 
=
 
"Hello, world!"
;

```

Překladač pozná hodnotu, kterou je proměnná inicializována a podle toho přidá k definici její datový typ.
Odvozování datového typu (type inference) funguje také při definování metod. Není nutné explicitně uvádět typ návratové hodnoty, překladač ho většinou zvládne určit samostatně. Na druhou stranu, odvozování typu nefunguje u parametrů metod. Každý parametr musí mít explicitně uvedený datový typ.
Někdy však odvozování typu může selhat. Překladač nedokáže určit použitý typ a vyhodí chybovou hlášku.
Neexistuje žádné přesné a jednoduché pravidlo, podle něhož by programátor mohl poznat, kdy je explicitně uvádět datový typ nutné, a kdy je vhodnější ponechat tuto práci na překladači.
Scala nabízí i řadu dalších možností, jak ušetřit programátorovi práci. Například, při volání metod bez parametrů lze vynechat kulaté závorky (psát obj.metoda místo obj.metoda() atd. Podle konvence se závorky vynechávají jen tehdy, když metoda nemá vedlejší efekt.
Scala také umožňuje odvodit nutnost použití lambda funkce. V následujícím kódu se při kompilaci z dostupných metod odvodí, že from(x+1) musí být lambda funkce. Díky tomu je výraz vyhodnotitelný v konečném počtu kroků, ačkoli Scala používá striktní vyhodnocování.
```
def
 
from
(
x
:
 
BigInt
)
 
:
Stream
[
BigInt
]
 
=
 
Stream
.
cons
(
x
,
 
from
(
x
+
1
))

```

I pokud lambda funkce požaduje nějaké parametry, není v některých případech nutné je pojmenovávat:
```
List
(
1
,
 
5
,
 
6
,
 
8
).
map
(
_*
2
)
 
// výsledkem bude List(2, 10, 12, 16)

```

To nám ale nezabraňuje psát složitější lambda funkce:
```
import
 
Math
.
pow

List
(
1
,
 
5
,
 
6
,
 
8
).
map
(
x
 
=>
 
pow
(
x
,
 
3
)
 
+
 
2
*
pow
(
x
,
 
2
)
 
+
 
9
*
x
 
+
 
20
)

                           
// vyhodnotí se na List(32.0, 240.0, 362.0, 732.0)

```

Výše zmíněné triky dovolují psát úspornější, ale na druhou stranu méně přehledné zdrojové kódy. Stručnost sice někdy umožňuje snáze porozumět kódu, ale v případě nevhodného použití může mít čtenář s porozuměním naopak problém. Scala nenutí používat nějaký předem určený styl, ale nabízí možnost výběru.

## Integrace s Javou
Za necelých 15 let bylo v Javě naimplementováno obrovské množství tříd pro řešení nejrůznějších úloh. Velká výhoda Scaly spočívá v tom, že existuje možnost je přímo používat bez nutnosti překládat do Scaly nebo provádět jakékoliv změny.
Veškeré výchozí třídy z balíčku java.lang už jsou importovány. Třídy z jiných balíčku je nutno importovat explicitně.
Ukážeme to na příkladu:
```
import
 
java
.
util
.{
Date
,
 
Locale
}

import
 
java
.
text
.
DateFormat

import
 
java
.
text
.
DateFormat
.
_

object
 
FrenchDate
 
{

    
def
 
main
(
args
:
 
Array
[
String
])
 
{

        
val
 
now
 
=
 
new
 
Date

        
val
 
df
 
=
 
getDateInstance
(
LONG
,
 
Locale
.
FRANCE
)

        
println
(
df
 
format
 
now
)

    
}

}

```

Z uvedeného příkladu lze zjistit, že ve Scale je možné najednou importovat více tříd ze stejného balíčku – stačí vyjmenovat jejich seznam ve svorkách tak, jak je to uvedeno v prvním řádku.
Druhá zajímavá věc je ta, že pokud chceme importovat všechno z balíčku (nebo třídy), je nutno použít znak „_“(podtržítko), nikoliv „*“ (hvězdičku) jako v Javě. Je to z toho důvodu, že hvězdička je v Scale platným identifikátorem, takže ji nelze používat jako speciální znak.
Kromě přímého využití tříd importovaných z Javy, povoluje Scala definovat i jejich potomky. Také je možné implementovat rozhraní importovaná z Javy.
Nelze ale říct, že by tato spolupráce byla 100% bezproblémová. Zaprvé, Java má jinou konvenci pro pojmenování konstant než Scala (I_AM_JAVA vs. IAmScala). Určitým problémem může být také fakt, že ve Scale je více povolených znaků pro identifikátor. To sice nezabraňuje volání z Javy, protože tyto znaky jsou přeloženy (např. + je přeloženo jako $plus), ale může to způsobovat určité nepohodlí. Uživatel Scaly by naopak mohl považovat metodu s názvem add za nezvyklou, protože se spíše nabízí pojmenování +, které nedělá problémy s prioritou při využití operátorové notace.
Na druhou stranu, ve Scale lze tyto problémy obvykle celkem snadno vyřešit pomocí implicitních konverzí.

## Objektově orientované rysy
Scala je čistě objektový programovací jazyk (stejně jako Smalltalk), což znamená, že na rozdíl od Javy nezná žádné primitivní datové typy. Všechno (včetně čísel) se tváří jako objekt. Takže aritmetický vyraz 1+2 je ekvivalentní (1).+(2), což znamená, že u objektu 1 voláme metodu +, jejímž parametrem je objekt 2.
Každá aritmetická operace je ve skutečnosti volání příslušné metody. Z toho vyplývá, že znaky +, -, <, > atd. jsou ve Scala platnými identifikátory.

## Funkcionální rysy
Syntax Scaly podporuje currying, anonymní funkce a funkce vyšších řádů, povoluje psát vnořené funkce a má řadu dalších konstrukcí typických pro funkcionální programovací jazyky (Scheme, Haskell, Erlang atd.)
Scala slučuje možnosti funkcionálního a objektově orientovaného programovaní. A je to čistě objektový jazyk (objekt je cokoliv), z čehož vyplývá, že jakákoliv funkce je též objektem. Je možné ukládat funkci do proměnné, předávat funkce jako parametr do jiné funkce nebo vrátit jako výsledek z jiné funkce. Ukážeme to na příkladu:
```
object
 
Timer
 
{

    
def
 
onePerSecond
(
callback
:()
=>
Unit
)
 
{

        
while
(
true
)
 
{
 
callback
();
 
Thread
.
sleep
(
1000
)
 
}

    
}

    
def
 
timeFlies
()
 
{

        
println
(
"time flies like an arrow…"
)

    
}

    
def
 
main
(
args
:
 
Array
[
String
])
 
{

        
onePerSecond
(
timeFlies
);

    
}
 

}

```

Tento příklad definuje časovač, který každou sekundu vypisuje řádek "time flies like an arrow…". V podstatě je časovač definován v druhém řádku. Je to funkce onePerSecond s formálním parametrem callback, jímž může být jakákoliv funkce, která nemá žádné parametry (o čemž vypovídají prázdné kulaté závorky) a žádnou návratovou hodnotu (typ Unit je analogem typu void v Javě a C++).
Dále, je definována jednoduchá funkce timeFlies, která jenom tiskne řádek "time flies like an arrow…" na systémový výstup.
Pak už ve hlavní metodě voláme funkci onePerSecond a předáváme ji jako faktický parametr funkce timeFlies.
Uvedený program obsahuje nekonečný cyklus, a proto bude opakovat výpis "time flies like an arrow…" dokud ho uživatel neukončí.